# Pielomastax octavii
Pielomastax octavii är en insektsart som beskrevs av Chang, K.S.F. 1937. Pielomastax octavii ingår i släktet Pielomastax och familjen Episactidae. Inga underarter finns listade i Catalogue of Life.